# Clibadium
Clibadium é um género botânico pertencente à família Asteraceae. São chamadas de limpa-viola.
Contém as seguintes espécies:
- Clibadium alatum
- Clibadium harlingii
- Clibadium manabiense
- Clibadium mexiae
- Clibadium napoense
- Clibadium pastazense
- Clibadium rhytidophyllum
- Clibadium sprucei
- Clibadium subsessilifolium
- Clibadium websteri
- Clibadium zakii